# 特龙扎诺-拉戈马焦雷
特龙扎诺-拉戈马焦雷（義大利語：Tronzano Lago Maggiore），是意大利瓦雷泽省的一个市镇。总面积11平方公里，人口266人，人口密度24.2人/平方公里（2009年）。国家统计（ISTAT）代码为012129。